# Johannes Wegelius den äldre
Johannes Wegelius, född okänt år i Seinäjoki, Österbotten, död 1725 i Tyrvis, var en finländsk präst.  Han var far till Johannes Wegelius.
Wegelius, som var bondson, blev student vid Uppsala universitet och Kungliga Akademien i Åbo 1680, utnämndes 1685 till collega superior vid trivialskolan i Uleåborg och 1689 till kyrkoherde i Pudasjärvi. 
Wegelius angavs av kaplanen i församlingen, Johan Keckman, som blivit förbigången vid kyrkoherdeämbetets tillsättande, för konsistorium för att bland annat ha bevekat sina åhörare att hylla Lars Ulstadius svärmiska läror. Vid en av Johannes Gezelius förrättad biskopsvisitation i början av 1691 tillades nya anklagelser, och ehuru Wegelius inför ett extra konsistorium i Uleåborg sade sig godkänna kyrkans lära i enlighet med bekännelseskrifterna, med vilken de förklaringar han hämtat ur Johann Arndts, Philipp Jacob Speners och August Hermann Franckes skrifter inte stod i strid, dömdes han, under åberopande av särskilda omständigheter, bland annat att han korresponderat med Lars Ulstadius, Peter Schaefer och Olof Ulhegius, till suspension från tjänsten, på vilket kungens stadfästelse utverkades. 
Genom besvär i revisionsväg hos kungen utverkade Wegelius dock ett utslag av den 8 september 1692, enligt vilket han skulle få återinträda i prästämbetet, så snart han blivit vederbörligen examinerad och inlämnat en skriftlig försäkran om sin renhet och ståndaktighet i den evangeliska läran. Han utnämndes 1693 till kaplan i Pemar, 1697 till kyrkoherde i Tyrvis samt 1707 till kontraktsprost. 
Under Stora ofreden flydde Wegelius 1713 till Torneå och Lappland, varifrån han 1722 återvände till sitt pastorat. Han var i Finland den förste representanten för den spenerska pietismen. Aktstycken rörande hans process är publicerade av Jacob Tengström i "Handlingar till upplysning af Finlands kyrkohistoria".